# Thranius signatus
Thranius signatus là một loài bọ cánh cứng trong họ Cerambycidae.